# Fürnsal
Fürnsal ist ein Stadtteil der Stadt Dornhan in Baden-Württemberg und gehört zum Landkreis Rottweil.

## Geschichte
Die Ortsherrschaft befand sich am Ende des Hochmittelalters im Besitz der Herren von Brandeck. 1341 verpfändete der Herr von Brandeck das Dorf an den Herrn von Lichtenfels. Später gelangten die Herren von Dettingen in den Besitz der Pfandschaft. Noch bis zur Mitte des 18. Jahrhunderts war Fürnsal Bestandteil der Herrschaft Sterneck. 1749 fiel die Herrschaft und der Ort an das Herzogtum Württemberg. Bei der Umsetzung der neuen Verwaltungsgliederung im Königreich Württemberg wurde Fürnsal 1810 dem Oberamt Sulz zugeordnet. 1828 wurde Sterneck als selbständige Gemeinde von Fürnsal abgetrennt. Die Verwaltungsreform während der NS-Zeit in Württemberg führte 1938 zur Zugehörigkeit zum Landkreis Horb. Nach dem Zweiten Weltkrieg fiel Fürnsal in die Französische Besatzungszone und kam somit 1947 zum neu gegründeten Land Württemberg-Hohenzollern, welches 1952 im Land Baden-Württemberg aufging.
Die eigenständige Gemeinde Fürnsal wurde am 1. März 1972 aufgelöst. An diesem Tag wurde sie mit der Stadt Dornhan und den Gemeinden Bettenhausen, Leinstetten und Marschalkenzimmern zur neuen Stadt Dornhan zusammengeschlossen.

## Politik

### Ehemalige Bürgermeister von Fürnsal bis 1972
(Quelle: )
- 1826–1828: Johannes Reich
- 1828–1830: Georg Pfau
- 1830–1833: Michael Schmid
- 1834: Friedrich Eberhardt
- 1834–1854: Christian Schaupp
- 1854–1889: Johann Michael Pfau
- 1889–1911: Matthias Huß
- 1911–1912: Friedrich Pfau (Schultheißenamtsverweser)
- 1912–1937: Andreas Kraibühler
- 1938–1945: Johannes Schwenk
- 1945–1955: Wilhelm Pfau
- 1955–1968: Johannes Schwenk (bereits von 1938–1945 Bürgermeister von Fürnsal)
- 1968: Johannes Pfau (Bürgermeisterstellvertreter)
- 1968–1871: Jörg Hermann Lander
- 1971–1972: Johannes Pfau (Bürgermeisterstellvertreter)

Am 1. März 1972 wurde das bis dahin bestehende Bürgermeisteramt Fürnsal im Zuge der Eingemeindung aufgelöst.

### Ortsvorsteher von Fürnsal ab 1. März 1972 Zusammenschluss zur neuen Stadt Dornhan
- 1972–1973: Friedrich Schaupp
- 1973–1994: Karl Kraibühler
- 1994–2001: Heinz Ruof
- 2002–2024: Helmut Kraibühler

seit 2024: Martin Weigand